# Abuzejdabad
Abuzejdabad – miasto w Iranie, w ostanie Isfahan. W 2016 roku liczyło 5976 mieszkańców.